# Leménil-Mitry
Pour les articles homonymes, voir Leménil et Mitry.
Leménil-Mitry est une commune française située dans le sud du département de Meurthe-et-Moselle, en région Grand Est.
Avec deux habitants recensés en 1999 puis trois en 2018, pour en compter quatre en 2022, ce village est cité comme ayant le plus faible nombre d'habitants des communes de Meurthe-et-Moselle et de la France entière si l'on exclut la commune de Rochefourchat qui ne comptait qu'un seul habitant au recensement de 2014 mais qui n'y vivrait pas en permanence d'après l'office de tourisme de la vallée de la Roanne. Leménil-Mitry fait partie du canton de Meine au Saintois, au sein de l'arrondissement de Nancy.

## Géographie

### Localisation
Placé au sein du Saintois, au sud du département de Meurthe-et-Moselle et à proximité des Vosges, le village de Leménil-Mitry est situé à une altitude moyenne de 320 mètres.

### Communes limitrophes
Leménil-Mitry est limitrophe de six communes, toutes situées dans le département de Meurthe-et-Moselle et réparties géographiquement de la manière suivante :
| Crantenoy  |               | Laneuveville-devant-Bayon |
| Vaudeville | Leménil-Mitry | Mangonville               |
|            | Lebeuville    | Bainville-aux-Miroirs     |

### Hydrographie
La commune est dans le bassin versant du Rhin, au sein du bassin Rhin-Meuse. Elle n'est drainée par aucun cours d'eau,.

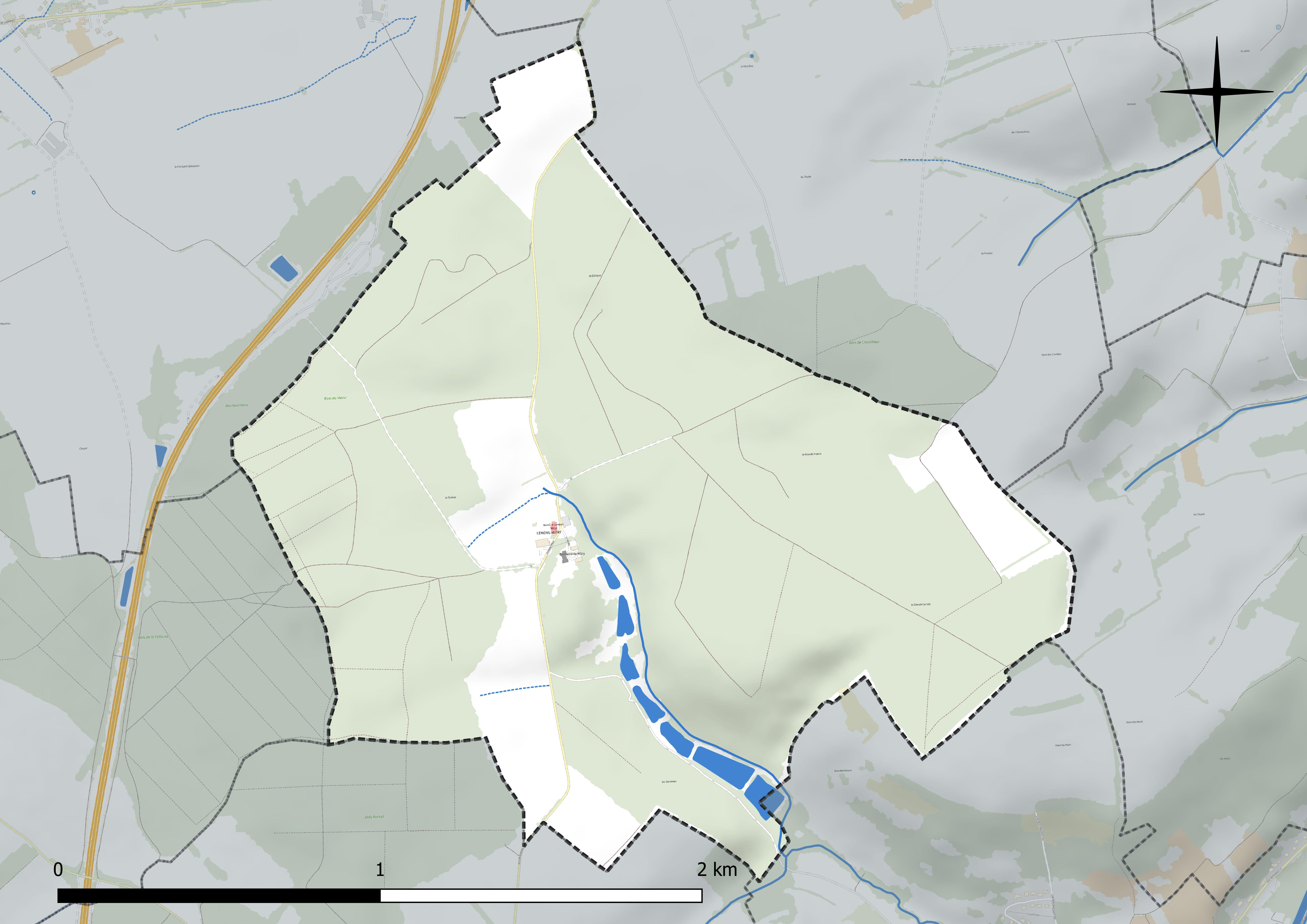
Réseau hydrographique de Leménil-Mitry.

### Climat
Pour des articles plus généraux, voir Climat du Grand Est et Climat de Meurthe-et-Moselle.
En 2010, le climat de la commune est de type climat des marges montargnardes, selon une étude du Centre national de la recherche scientifique s'appuyant sur une série de données couvrant la période 1971-2000. En 2020, Météo-France publie une typologie des climats de la France métropolitaine dans laquelle la commune est exposée à un climat semi-continental et est dans la région climatique  Lorraine, plateau de Langres, Morvan, caractérisée par un hiver rude (1,5 °C), des vents modérés et des brouillards fréquents en automne et hiver. 
Pour la période 1971-2000, la température annuelle moyenne est de 9,4 °C, avec une amplitude thermique annuelle de 17 °C. Le cumul annuel moyen de précipitations est de 921 mm, avec 12,7 jours de précipitations en janvier et 9,7 jours en juillet. Pour la période 1991-2020, la température moyenne annuelle observée sur la station météorologique de Météo-France la plus proche, « Mirecourt-inra », sur la commune de Mirecourt à 19 km à vol d'oiseau, est de 10,4 °C et le cumul annuel moyen de précipitations est de 824,3 mm. 
La température maximale relevée sur cette station est de 39,5 °C, atteinte le 25 juillet 2019 ; la température minimale est de −19,5 °C, atteinte le 20 décembre 2009,,. 
Les paramètres climatiques de la commune ont été estimés pour le milieu du siècle (2041-2070) selon différents scénarios d'émission de gaz à effet de serre à partir des nouvelles projections climatiques de référence DRIAS-2020. Ils sont consultables sur un site dédié publié par Météo-France en novembre 2022.

### Risques naturels
Parmi les catastrophes naturelles subies par le village, on compte des inondations et coulées de boue en décembre 1982, en avril 1983, en décembre 1999 et en octobre 2006.

## Urbanisme

### Typologie
Au 1er janvier 2024, Leménil-Mitry est catégorisée commune rurale à habitat très dispersé, selon la nouvelle grille communale de densité à sept niveaux définie par l'Insee en 2022.
Elle est située hors unité urbaine. Par ailleurs la commune fait partie de l'aire d'attraction de Nancy, dont elle est une commune de la couronne,. Cette aire, qui regroupe 353 communes, est catégorisée dans les aires de 200 000 à moins de 700 000 habitants,.

### Occupation des sols
L'occupation des sols de la commune, telle qu'elle ressort de la base de données européenne d’occupation biophysique des sols Corine Land Cover (CLC), est marquée par l'importance des forêts et milieux semi-naturels (83 % en 2018), une proportion identique à celle de 1990 (83 %). La répartition détaillée en 2018 est la suivante : forêts (67,7 %), milieux à végétation arbustive et/ou herbacée (15,3 %), terres arables (13,9 %), prairies (3,1 %). L'évolution de l’occupation des sols de la commune et de ses infrastructures peut être observée sur les différentes représentations cartographiques du territoire : la carte de Cassini (XVIIIe siècle), la carte d'état-major (1820-1866) et les cartes ou photos aériennes de l'IGN pour la période actuelle (1950 à aujourd'hui).

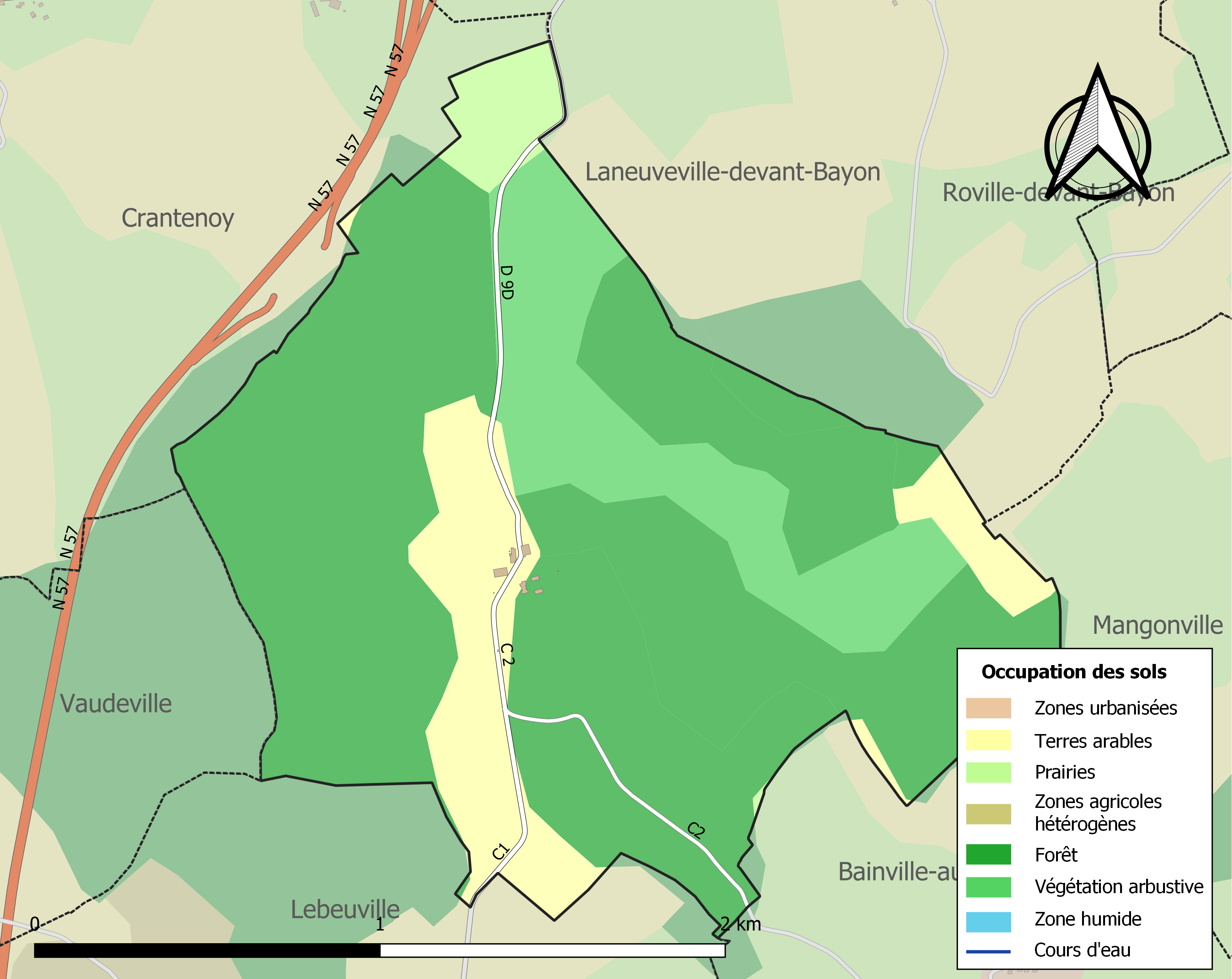
Carte des infrastructures et de l'occupation des sols de la commune en 2018 (CLC).

## Toponymie
Le nom de la localité est attesté sous les formes latinisées Manullum ou Masnillum en 1224 et romanes Manille en 1350, Le Mesnil en 1571, Le Mesnil-près-Bayon en 1590, Ménil-la Grenade ou Ménil-Mitry en 1779, Le Menil en 1793 puis Le Ménil et Leménil-Mitry depuis 1801.
L'élément Leménil vient de mesnil qui signifie « domaine rural ». L'élément Mitry fut ajouté au XVIIIe siècle, du nom de la famille de Mitry, qui devint seigneur du Ménil au XVe siècle.

## Histoire

### Antiquité
Une présence gallo-romaine y serait attestée par la découverte de fragments d'objets en 1849.

### Moyen Âge et époque moderne
Leménil-Mitry est un très petit village de l'ancien duché de Lorraine qui était de la paroisse de Bainville et fut érigé en cure en 1604. L'église fut entièrement détruite à une époque inconnue. Le château appartient aux comtes de Mitry. La tradition prétend, sans preuves, que la terre du village était un franc-alleu et que les seigneurs avaient le droit de battre monnaie.

### Maquis en 1944

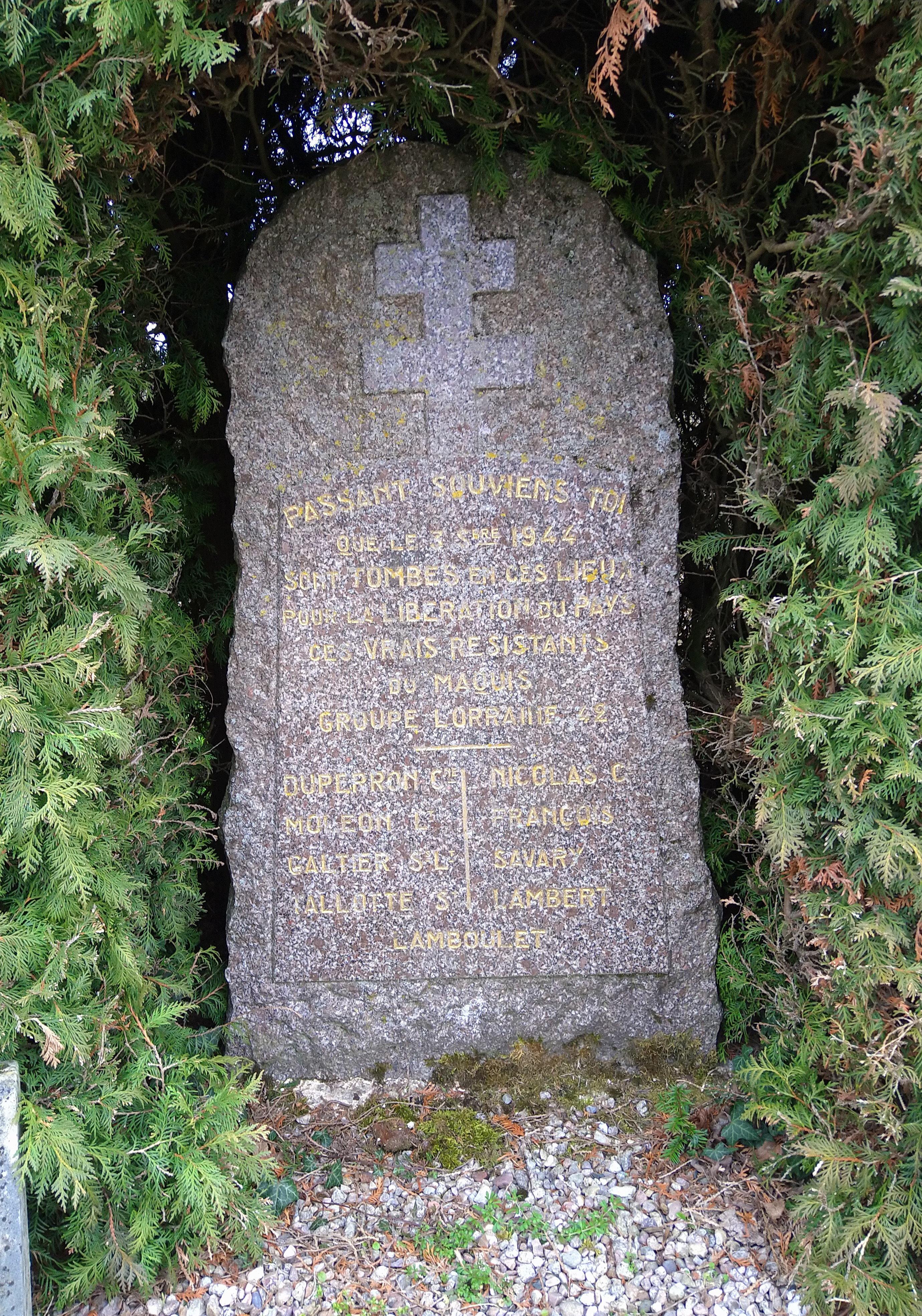
Stèle du GL42.

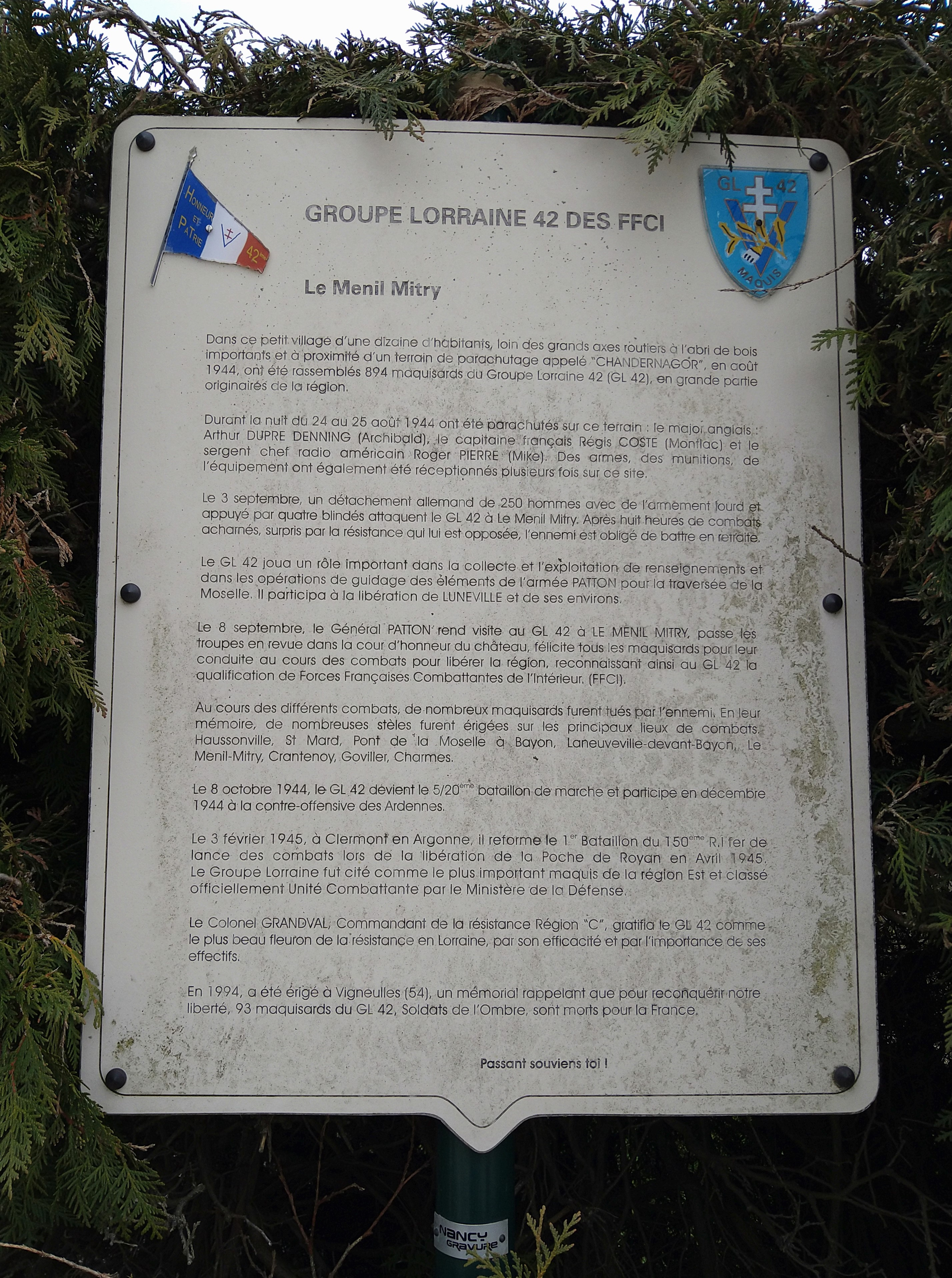
Panneau explicatif.

Dans ce petit village d'une dizaine d'habitants, loin des grands axes routiers, à l'abri de bois importants et à proximité d'un terrain de parachutage appelé Chandernagor, en août 1944 ont été rassemblés 894 maquisards du Groupe Lorraine 42 (GL 42), en grande partie originaires de la région selon le texte du panneau explicatif de la stèle du maquis,.
Durant la nuit du 24 au 25 août 1944 ont été parachutés sur ce terrain le major anglais Arthur Dupre Denning, le capitaine français Regis Coste et le sergent-chef radio américain Roger Pierre. Des armes, des munitions et de l'équipement ont également été réceptionnés plusieurs fois sur ce site.
Le 3 septembre, un détachement allemand de 250 hommes avec de l'armement lourd et appuyé par quatre blindés attaque le GL 42 à Leménil-Mitry. Après huit heures de combats acharnés, surpris par la résistance qui lui est opposée, les Allemands sont obligés de battre en retraite.
Le GL 42 joua un rôle important dans la collecte et l'exploitation de renseignements et dans les opérations de guidage des éléments de l'armée Patton pour la traversée de la Moselle. Il participa à la libération de Lunéville et de ses environs.
Le 8 septembre, le général Patton rend visite au GL 42 à Leménil-Mitry, passe les troupes en revue dans la cour d'honneur du château, félicite tous les maquisards pour leur conduite au cours des combats pour libérer la région, reconnaissant ainsi au GL 42 la qualification de Forces françaises de l'intérieur.
Au cours des différents combats, de nombreux maquisards furent tués par les troupes allemandes. En leur mémoire, de nombreuses stèles furent érigées sur les principaux lieux de combats : Haussonville, Saint-Mard, pont de la Moselle à Bayon, Laneuveville-devant-Bayon, Leménil-Mitry, Crantenoy, Goviller, Charmes.
Le 8 octobre 1944, le GL 42 devient le 5/20e bataillon de marche et participe en décembre 1944 à la contre-offensive des Ardennes.
Le 3 février 1945, à Clermont-en-Argonne, il reforme le 1er Bataillon du 150e R.I, fer de lance des combats lors de la libération de la Poche de Royan en avril 1945. Le Groupe Lorraine fut cité comme le plus important maquis de la région Est et classé officiellement Unité Combattante par le Ministère de la Défense.
Le colonel Grandval, commandant de la résistance région C, gratifia le GL 42 comme le plus beau fleuron de la résistance en Lorraine, par son efficacité et par l'importance de ses effectifs.
En 1994, le monument du Groupe Lorraine 42 (GL42) a été érigé à Vigneulles, rappelant que 93 maquisards du GL 42 sont morts pour la France.

## Politique et administration

### Tendances politiques et résultats
Aux élections municipales de 2008, les neuf membres du conseil ont été élus à l'unanimité des huit électeurs inscrits. Cinq des neuf conseillers municipaux de Leménil-Mitry portent le patronyme De Mitry.
En 2007, Nicolas Sarkozy arrivait en tête des suffrages avec 100 % des voix et 100 % de participation.
En 2012, le verdict des urnes à Leménil-Mitry donnait Nicolas Sarkozy en tête avec deux voix, suivi par François Bayrou et Eva Joly, crédités d'une voix chacun. Les quatre autres électeurs de la commune se sont abstenus.
En 2015, lors des élections régionales, Laurent Jacobelli, tête de liste de Debout la France, recevait les trois voix votantes lors du premier tour. Au second tour, Philippe Richert, tête de liste Union de la droite, recevait deux voix, contre Florian Philippot, tête de liste Front national, recevant alors une voix.
Lors du premier tour de l'élection présidentielle de 2017, François Fillon reçoit quatre voix, soit 80 % des suffrages exprimés et Nicolas Dupont-Aignan reçoit une voix, soit 20 % des suffrages exprimés.
Henri de Mitry a une extraordinaire longévité politique, il est en effet constamment réélu depuis 1977. En 2020, il passe le flambeau à Jean-Hyacinthe de Mitry, avocat, membre de sa famille, et au conseil municipal depuis 2014.
En 2022, lors du premier tour des élections présidentielles, Emmanuel Macron, Éric Zemmour et Marine Le Pen sont tous crédités d'une voix. Ces trois candidats ont récolté chacun 33.33 % des suffrages.
Lors des élections législatives de 2022, sur les quatre habitants du village, trois votants ont choisi Dominique Potier, candidat divers gauche.

### Liste des maires
| Période                                  | Période  | Identité                 | Étiquette | Qualité                           |
| ---------------------------------------- | -------- | ------------------------ | --------- | --------------------------------- |
| Les données manquantes sont à compléter. |          |                          |           |                                   |
| mars 1977                                | mai 2020 | Henri de Mitry           |           | Retraité salarié du secteur privé |
| mai 2020                                 | En cours | Jean-Hyacinthe de Mitry, |           | Profession libérale               |

## Population et société

### Démographie

#### Évolution démographique
En 2022, Leménil-Mitry compte deux habitants, soit une baisse de 33 %, autrement dit une personne, par rapport à 2006. La commune occupe le 34924e rang au niveau national, alors qu'elle était au 36 654e en 1999, et la commune la moins peuplée au niveau départemental, sur 591 communes.
L'évolution du nombre d'habitants est connue à travers les recensements de la population effectués à Leménil-Mitry depuis 1793. En 1768, on compte alors 23 feux et 70 communiants.
Au début du XXIe siècle, les modalités de recensement ont été modifiées par loi du 27 février 2002, dite loi de démocratie de proximité, afin de permettre, après une période transitoire courant de 2004 à 2008, la publication annuelle de la population légale des différentes circonscriptions administratives françaises.
Pour les communes dont la population est inférieure à 10 000 habitants, les enquêtes sont exhaustives et ont lieu par roulement tous les cinq ans. Pour Leménil-Mitry, le premier recensement a été fait en 2007, les suivants en 2012 et 2017. La première population légale postérieure à celle de 1999 et s’inscrivant dans ce nouveau dispositif est entrée en vigueur au 1er janvier 2009 et correspond au recensement de l’année 2007, qui, pour Leménil-Mitry, est un recensement exhaustif. Le maximum de la population a été atteint en 1793 avec 100 habitants.
L'évolution du nombre d'habitants est connue à travers les recensements de la population effectués dans la commune depuis 1768. Pour les communes de moins de 10 000 habitants, une enquête de recensement portant sur toute la population est réalisée tous les cinq ans, les populations de référence des années intermédiaires étant quant à elles estimées par interpolation ou extrapolation. Pour la commune, le premier recensement exhaustif entrant dans le cadre du nouveau dispositif a été réalisé en 2006.

En 2022, la commune comptait 2 habitants, en évolution de −33,33 % par rapport à 2016 (Meurthe-et-Moselle : −0,13 %, France hors Mayotte : +2,11 %).
| 1768 | 1793 | 1800 | 1806 | 1821 | 1831 | 1836 | 1841 | 1846 |
| ---- | ---- | ---- | ---- | ---- | ---- | ---- | ---- | ---- |
| 115  | 100  | 96   | 70   | 71   | 88   | 68   | 80   | 75   |

| 1851 | 1856 | 1861 | 1872 | 1876 | 1881 | 1886 | 1891 | 1896 |
| ---- | ---- | ---- | ---- | ---- | ---- | ---- | ---- | ---- |
| 67   | 68   | 73   | 52   | 52   | 50   | 48   | 45   | 37   |

| 1901 | 1906 | 1911 | 1921 | 1926 | 1931 | 1936 | 1946 | 1954 |
| ---- | ---- | ---- | ---- | ---- | ---- | ---- | ---- | ---- |
| 24   | 39   | 34   | 24   | 22   | 20   | 21   | 19   | 11   |

| 1962 | 1968 | 1975 | 1982 | 1990 | 1999 | 2006 | 2011 | 2016 |
| ---- | ---- | ---- | ---- | ---- | ---- | ---- | ---- | ---- |
| 9    | 4    | 5    | 4    | 2    | 2    | 3    | 3    | 3    |

| 2021 | 2022 | - | - | - | - | - | - | - |
| ---- | ---- | - | - | - | - | - | - | - |
| 2    | 2    | - | - | - | - | - | - | - |

#### Pyramide des âges
En 2017, la population de Leménil-Mitry comprend un homme entre 45 et 59 ans et deux femmes entre 45 et 59 ans.

## Économie
La ferme du château de Ménil-Mitry permet une activité agricole et l'exploitation forestière selon Edouard Bécus.

## Culture locale et patrimoine

### Lieux et monuments

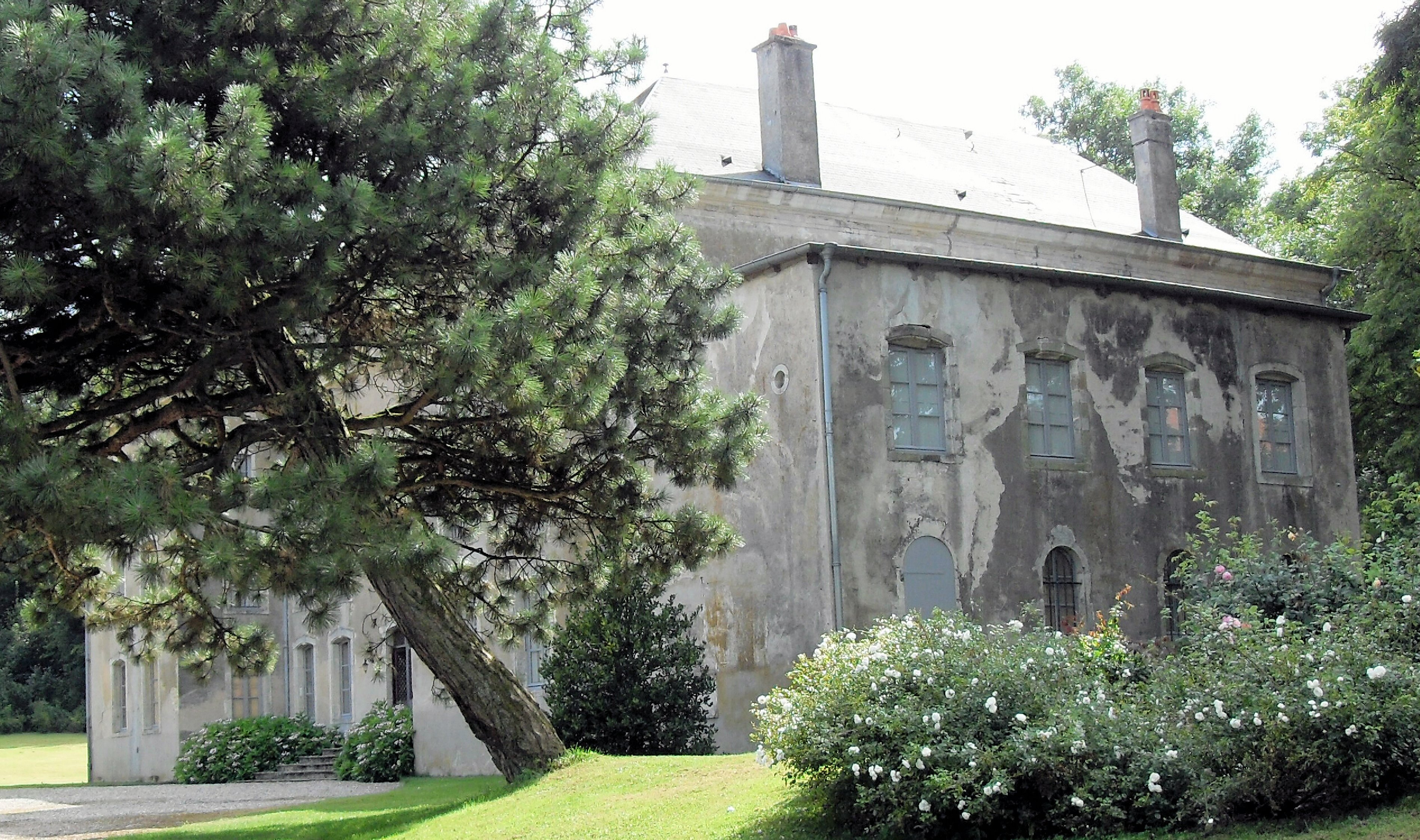
Le château.

La commune possède un château du XVIe siècle, démantelé en 1675 par ordre de Louis XIV ; ce n'était plus en 1679 qu'un tas de pierres. Il fut reconstruit un peu à l'écart en 1721 par Frédéric le Cordier puis modifié vers 1812 et 1840.
En revanche, Leménil-Mitry ne possède aucune église, outre la chapelle du château.

### Gastronomie
Le village est situé sur le territoire de l'AOC de l'eau-de-vie de mirabelle de Lorraine.

### Personnalités liées à la commune
- Antoine de Mitry, général de division et commandeur de la Légion d'honneur, né à Leménil-Mitry en 1857. Il est enterré aux Invalides en 1924.

### Héraldique
Les armes de Leménil-Mitry se blasonnent ainsi :
| Blason de Leménil-Mitry | Blason  | D'or à trois tourteaux de gueules.                                             |
| Blason de Leménil-Mitry | Détails | Armes de la famille de Mitry. Le statut officiel du blason reste à déterminer. |